# Laagagcha
Laagagcha  (in arabo لعكاكشة‎?) è un centro abitato e comune rurale del Marocco situato nella provincia di Sidi Bennour, regione di Casablanca-Settat. Conta una popolazione di 13 748 abitanti (censimento 2014).